# Hugo von Hofmannsthal
Hugo Laurenz August Hofmann šlechtic von Hofmannsthal, známý spíše pod zkrácenou podobou svého jména Hugo von Hofmannsthal (1. února 1874, Vídeň, Rakousko – 15. července 1929, Rodaun, Rakousko), byl rakouský romanopisec, libretista, básník, dramatik a esejista.
Svá díla nejprve vydával také pod pseudonymem Loris a Theophil Morreu.

## Původ, soukromý život a rodina
Hofmannsthal se narodil ve Vídni v roce 1874. Měl židovské a italské předky. Šlechtický titul udělil císař Ferdinand I. Dobrotivý v roce 1835 již jeho židovskému pradědečkovi Isaaku Löwu Hofmannovi (1759–1849), pocházejícímu z jižních Čech, který se stal průkopníkem hedvábnického průmyslu v Rakousku. Syn a dědic Isaaka Hofmanna, Augustin Emil von Hofmannsthal, přestoupil na římsko-katolickou víru a oženil se s Italkou Petronillou Ordioni. Otec spisovatele Huga von Hofmannsthala, Hugo August Peter šlechtic von Hofmannstahl (1841–1915), byl zprvu nemanželského původu a byl legitimován až po sňatku svého otce s Rakušankou z velmi zámožné rodiny, Annou Fohleutner (1849–1904). Vystudoval práva na Vídeňské univerzitě a stal se ředitelem hypoteční banky Oesterreichische Central-Boden-Credit-Bank. V důsledku hospodářské krize v roce 1873 (ještě před Hugovým narozením) ztratila rodina veškerý majetek a byla pak odkázána na příjmy otce z jeho bankovní činnosti.
V roce 1901 se Hofmannsthal oženil s Gertrudou Schlesinger, dcerou vídeňského bankéře. Gertruda byla židovského původu, ale před vstupem do manželství konvertovala ke křesťanství. Po sňatku se usadili ve městě Rodaun a měli spolu tři děti. Hofmannsthalův syn Franz spáchal v roce 1929 sebevraždu, sám Hugo zemřel dva dny poté na mrtvici. Byl pochován na vídeňském hřbitově Kalksburg (Kalksburger Friedhof).

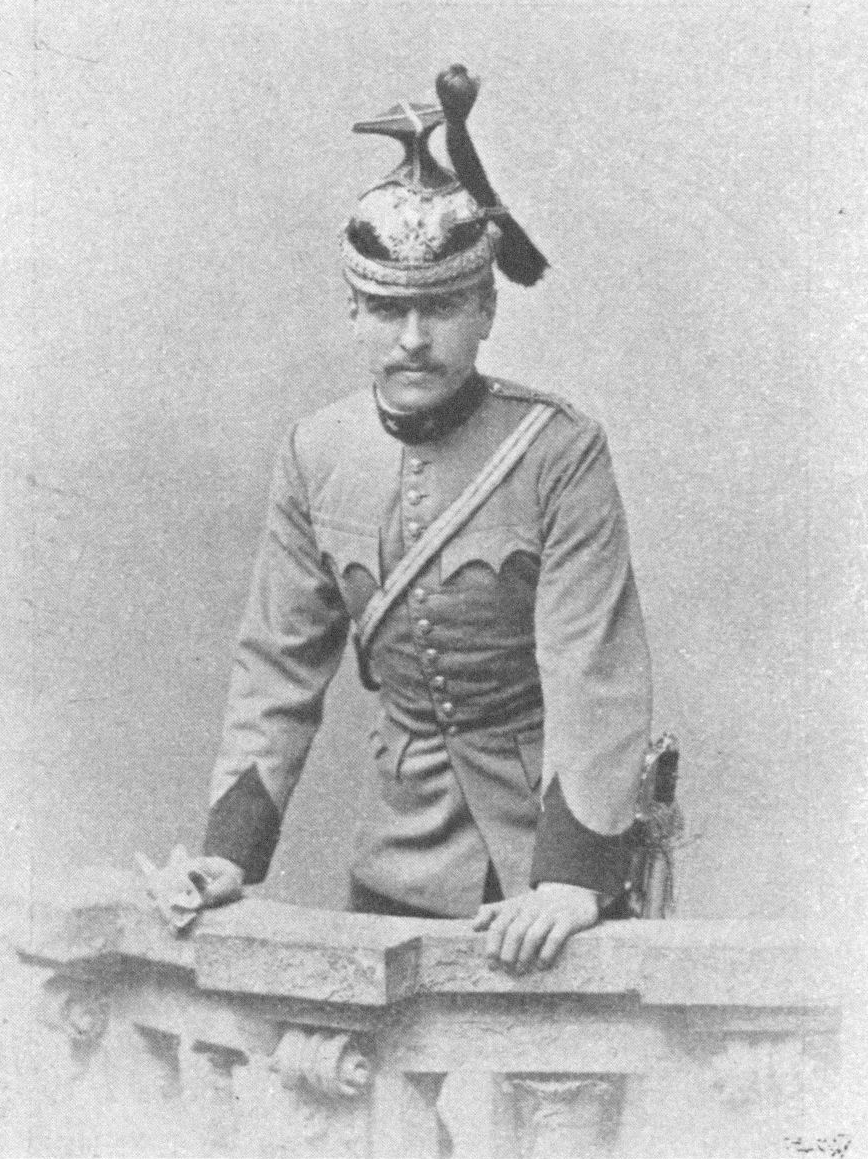
Hugo von Hofmannsthal ve vojenské uniformě

Dcera Christiane von Hofmannsthal se začátkem roku 1929 provdala za německého indologa Heinricha Zimmera, který učil postupně na univerzitě v Greifswaldu a na Heidelberské univerzitě, posléze se stal členem (fellow) Balliol College na Oxfordské univerzitě (1939–1940). Poté se rodina přestěhovala do New Rochelle ve státě New York (USA) a Heinrich Zimmer pak byl hostujícím profesorem na Columbia University.
Syn Raimund von Hofmannsthal se v roce 1933 oženil s Avou Alice Muriel Astor, dcerou amerického magnáta Johna Jacoba Astora IV., který byl před svou smrtí při potopení lodě Titanic považován za nejbohatšího muže světa. S Avou Astor se rozvedl v roce 1939 a později se znovu oženil s Angličankou Elizabeth Paget, dcerou Charlese Pageta, 6. markýze z Anglesey.

## Dílo
Hugo von Hofmannsthal začal psát básně již v útlém věku. Ve věku sedmnácti let se setkal s básníkem Stefanem Georgem, v jehož časopisu Blätter für die Kunst (Listy pro umění) bylo vydáno několik Hofmannsthalových básní. Hugo studoval nejprve právo, později filologii ve Vídni, po promoci v roce 1901 se však rozhodl, že se bude naplno věnovat spisovatelství. Spolu s Peterem Altenbergem a Arthurem Schnitzlerem se poté stal členem skupiny Mladá Vídeň (Jung Wien).
V roce 1900 se Hofmannsthal poprvé setkal s německým hudebním skladatelem Richardem Straussem (1864–1949). Hofmannsthal později napsal libreta pro Straussovy stěžejní opery Elektra (1909), Růžový kavalír (Der Rosenkavalier, 1911), Ariadna na Naxu (1913), Žena beze stínu (Die Frau ohne Schatten, 1919), Egyptská Helena (Die ägyptische Helena, 1927) a Arabella (uvedena až po jeho smrti, 1933).
V roce 1912 přepracoval Hofmannsthal anglickou poučnou hru z 15. století s názvem Everyman na hru Jedermann, pro kterou poté napsal Jean Sibelius scénickou hudbu. V této podobě se hra stala hlavním představením Salcburského festivalu, který Hofmannsthal založil spolu s Maxem Reinhardtem v roce 1920. Jeho pozdější hry vzbudily rostoucí zájem o náboženská, obzvláště římskokatolická, témata.

Hofmannsthal si dopisoval s Otakarem Březinou, znal se s F. X. Šaldou, měl hluboký vliv na Karla Tomana. Pavel Eisner ho charakterizoval v Československé vlastivědě, ve svazku Písemnictví, následujícími slovy: 
„poslední korunní princ rakouského genia, lyrik, dramatik a prosaik Hugo von Hofmannsthal, jehož předkem byl jihočeský Žid."

## Vybrané dílo

### Dramata
- 1892 – Der Tod des Tizian
- 1893 – Idylle
- 1894 – Der Tor und der Tod
- 1900 – Das Bergwerk zu Falun
- 1904 – Elektra
- 1906 – Ödipus und die Sphinx
- 1910 – Kristinčin návrat (Cristinas Heimreise)
- 1911 – Kdokoli (Jedermann)
  - někdy též překládáno jako Člověk a smrt
- 1921 – Der Schwierige
- 1922 – Das Salzburger Große Welttheater

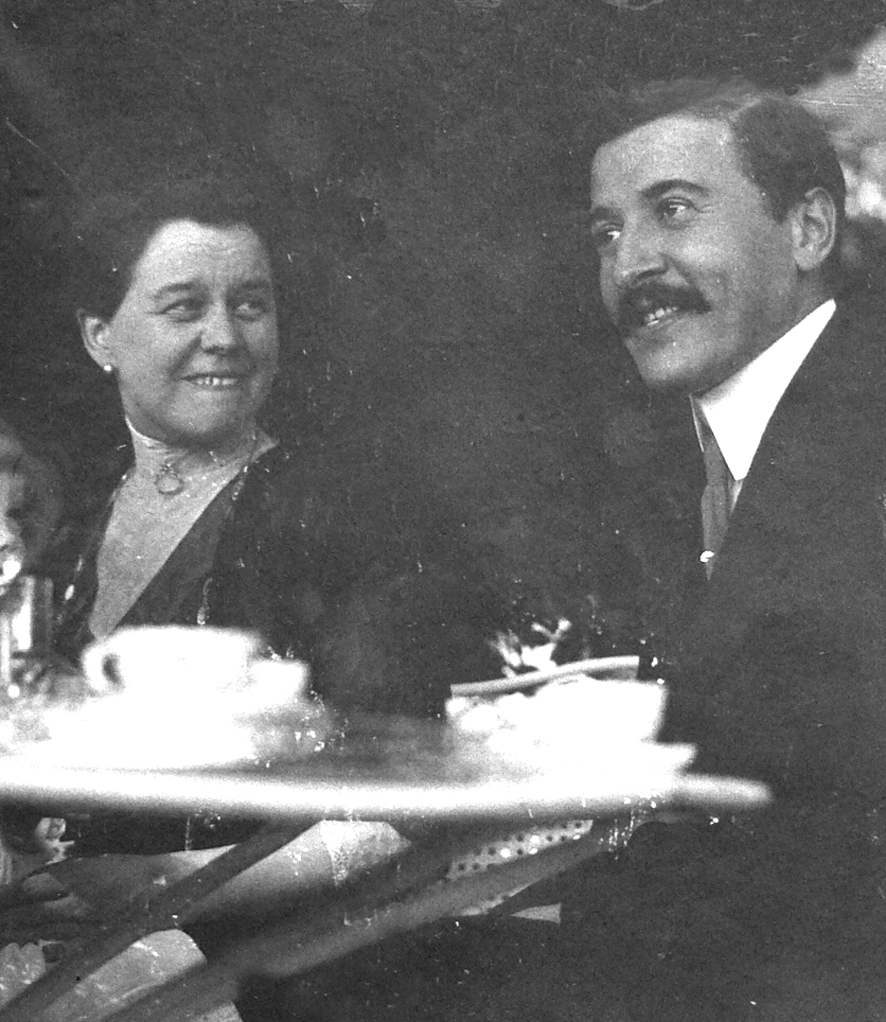
Hofmannsthal v Hinterhöru v Rakousku

- 1923/25 – Der Turm
- 1923 – Der Unbestechliche
- 1927 – Der Turm

### Libreta
Napsal libreta pro opery Richarda Strausse:
- 1908 – Elektra
- 1911 – Růžový kavalír (Der Rosenkavalier)
- 1912 – Ariadna na Naxu (Ariadne auf Naxos)

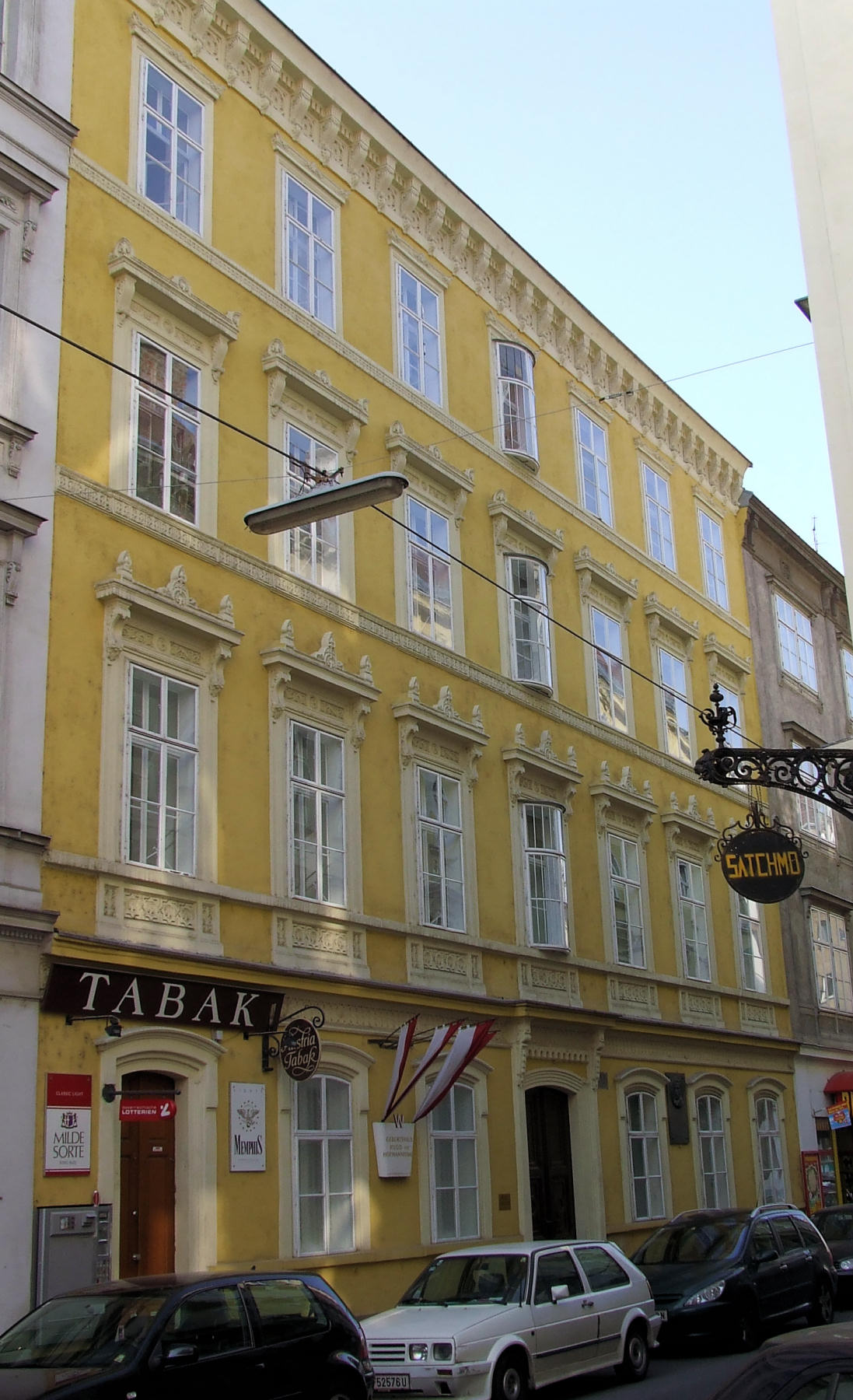
Rodný dům (Salesianergasse 12; 3. okrsek; Vídeň)

- 1913 – Die Frau ohne Schatten
- 1928 – Die ägyptische Helena
- 1929 – Arabella

### Povídkya vymyšlené rozhovory
- 1895 – Das Märchen der 672. Nacht
- 1899 – Reitergeschichte
- 1900 – Erlebnis des Marschalls von Bassompierre
- 1902 – Ein Brief
- 1903 – Das Gespräch über Gedichte
- 1907 – Die Wege und die Begegnungen
- 1907–08 – Die Briefe des Zurückgekehrten
- 1910 – Lucidor. Figuren zu einer ungeschriebenen Komödie
- 1911 – Das fremde Mädchen
- 1919 – Die Frau ohne Schatten
- 1925 – Reise im nördlichen Afrika

### Novely
- 1907–1927 – Andreas oder Die Vereinigten (fragment)

### Esejeaprózy
- 1891 – Zur Physiologie der modernen Liebe
- 1896 – Poesie und Leben
- 1914 – Appell an die oberen Stände
- 1915 – Krieg und Kultur
- 1915 – Wir Österreicher und Deutschland
- 1917 – Preuße und Österreicher
- 1922–27 – Neue Deutsche Beiträge
- 1907 – Der Dichter und diese Zeit
- 1916 – Österreich im Spiegel seiner Dichtung
- 1917 – Die Idee Europa
- 1922 – Gedichte
- 1926 – Früheste Prosastücke
- 1927 – Wert und Ehre deutscher Sprache
- 1927 – Das Schrifttum als geistiger Raum der Nation

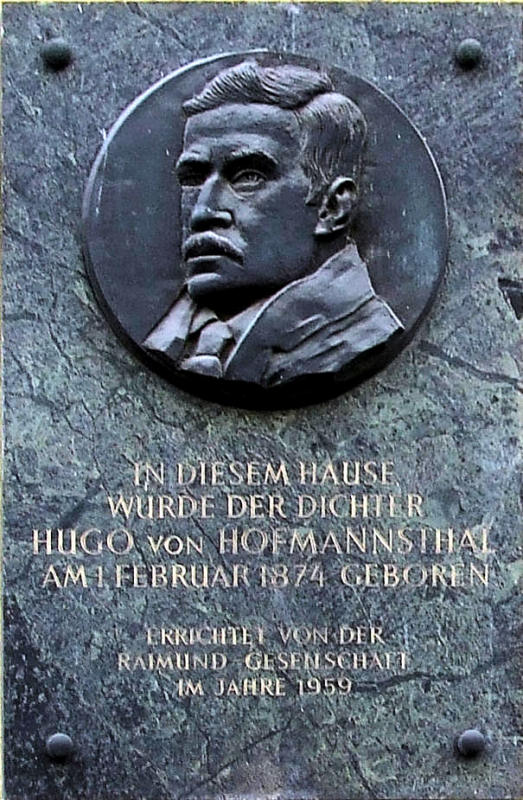
Pamětní deska na jeho rodném domě (viz obrázek výše)

## Ukázka z díla

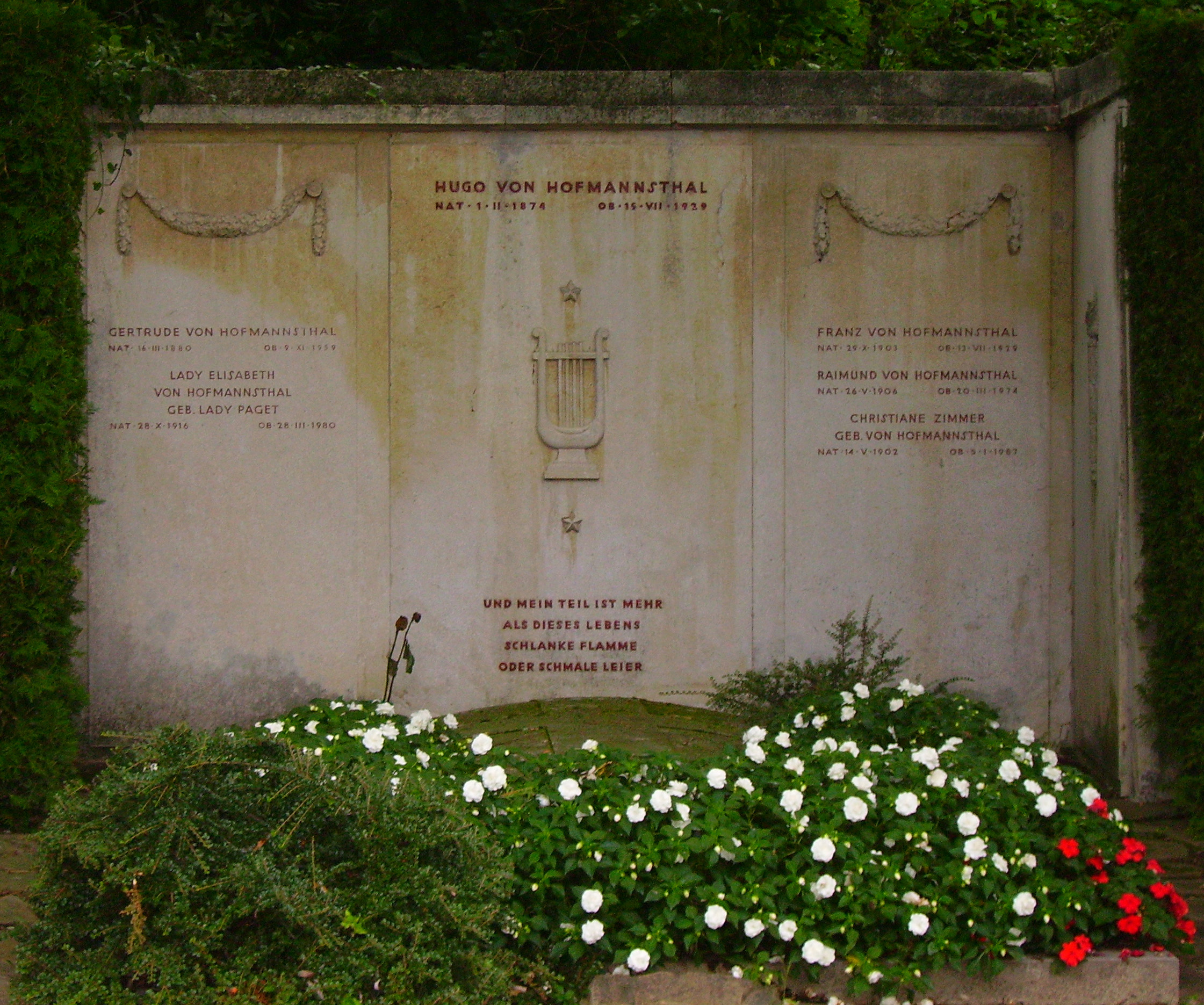
Hrob ve Vídni

Německý originál:
Reiselied
Wasser stürzt uns zu verschlingen,
Rollt der Fels uns zu erschlagen,
Kommen schon auf starken Schwingen,
Vögel her, uns fortzutragen.
Aber unten liegt ein Land
Spiegelnd Früchte ohne Ende
In den alterslosen Seen.
Marmorstirn und Brunnenrand
Steigt aus blumigem Gelände,
Und die leichten Winde wehn.
Český překlad:
Píseň na cestu
Vody pohltit nás mohou,
rozdrtit nás hrozí skály,
obří ptáci pod oblohou
jak by s námi ulétali!
Ale dole leží zem,
zrcadlící svoje plody
v bezvěkých jezerech,
studna květům kolkolem
podá vůni čisté vody
ve vánku lehkém jak dech.

## Citát
Pro zamilovaného je žena, kterou miluje, vždy nevypočitatelnou bytostí.